# スーパーキャット
スーパーキャット（Super Cat、本名William Maragh、1963年6月25日 - ）は、ジャマイカのダンスホール・レゲエDJ。ニックネームはWild Apache（ワイルド・アパッチ）、Don Dada（ダン・ダダ）またはMr. Couton（ミスター・クートン）。

## 来歴

### 誕生〜デビュー
1963年、インド系ジャマイカ人の父親とアフリカ系ジャマイカ人の母親の間に生まれた。彼が暮らしていたのはキングストン11のコックバーン・ペンという、ジャマイカでも最も厳しいゲットーのひとつであった。1976年、13歳のころからアーリー・Bが所有するサウンド・システム「Soul Inperial HiFi（ソウル・インペリアル・ハイファイ）」でDJとしてのキャリアをスタートさせる。当初はCat-A-Rockという名でDJをしていたが、発音が「cataract（白内障）」に似ていることから、Super Catに改めた。ちなみにCatとはインド系の人間を指すジャマイカのスラング。またニックネームであるワイルド・アパッチは、インド系であることからアメリカン・インディアンにかけて彼の先輩であるアーリー・Bによって名づけられたものである。キャリアの当初はアーリーBはもちろんのこと、U・ロイやニコディマス、ブリガディア・ジェリーやブロ・バントンなどの影響を受けていたと後に語っている。
1980年代に入ると、彼はジャマイカ有数のシステムであるKillamanjaro（キラマンジャロ）所属のDJとなり、大きな人気を博した。初レコーディングは1982年、テクニクスからの「Mr. Walker」という曲で、Bruck BackというDJとのコンビネーションであった。その後、パワー・ハウスやミッドナイト・ロックといったレーベルに録音したが、最初に彼の名前を大きく広めることになったのは1986年に発表されたテクニクスからの「Cry Fi De Youth」と「Boops」である。特に後者は大ヒットとなり、ジャマイカ中でヘビーローテーションとなった。boopsとは愛人のパトロンを表すスラングだが、当時はこれを題材にした曲が様々なアーティストから出されるほど大きな影響を与えた。

### 人気の確立
このころから彼は伝説のサウンドである「Stereo Mars HiFi（ステレオ・マーズ・ハイファイ）」の看板DJとして、ニコディマスやブロ・バントンらとともに活動した。そして、同システムのオーナーであるSkeng Man（スケンマン）が主催したSkengdon（スケンドン）レーベルからヒット曲を連発。「Vyneyard Party」や「Permit Fi Gun」、「Sweets For My Sweet」や「Mud Up」など、いずれも現在重要なレゲエクラシックとなる曲を次々発表した。他にもPower Houseからの「Under Pressure」、ジャミーズからの「Trash And Ready」などヒット曲を量産する。
1986年にはテクニクスからファーストアルバムである『Si Boops Deh!』を発表。これはテクニクスと当時交流のあったジャミーズからの楽曲も入った好アルバムである。同年、引き続きスケンドンから「Boops!」なるアルバムを発表する。歌のネタ自体はほとんど同じであるが構成は全く異なっている。後者はSkeng Manとキャットの間で金銭トラブルとなり、すぐにお蔵入りしてしまった（現在ではプレミアが付く）。

### アメリカ移住〜メジャーデビュー
1988年には、活動の場をアメリカに移し、自分のレーベルであるWild Apache Production（ワイルド・アパッチ・プロダクション）を設立。後にシャギーを手がけ大ヒットを生んだ凄腕プロデューサーであるRobert Livingston（ロバート・リビングストン）のプロデュースおよびセルフプロデュースのもと発表された1988年のアルバム『Sweets For My Sweet』は、キャットの人気を不動のものとした。1991年にはStereo Mars時代よりの盟友ニコディマスとジュニア・ディマスの3人名義でアルバム『Cabbin Stabbin』を発表。同年コロムビア・レコードとメジャー契約を果たす。メジャー第1弾となった1992年のアルバム『Don Dada』は、ハードコアなダンスホールレゲエ中心の内容ながら、レゲエ界のみならずヒップホップ界でも絶大な人気を博し、3万枚売れば大ヒットといわれるレゲエ業界で何と30万枚以上を売り上げるヒットとなった。当時彼がヒップホップ界に与えた衝撃はかなりのものだったらしく、ヒップホップ音楽の歌詞には彼の名前が織り込まれているものを散見する。またヒップホップサイドからの客演依頼も多かった（これはレコード会社の戦略もある）。
1992年にはクリス・クロスのデビューシングル「Jump」で客演し、ビルボードの1位に輝いた。その翌年には、ソース誌で「レゲエ・アーティスト・オブ・ザ・イヤー」に選出される。
1994年に、先述のニコディマスとジュニア・ディマスに加え、実弟のジュニア・キャットを加えた4人でアルバム『The Good, The Bad, The Ugly & The Crazy』をリリース。このアルバムからヒップホップのリミックス曲も入りだしたが、他のアーティストと違い、かなりコアなミックスであった上、スーパーキャットの器用なフロウによって全く違和感のないものに仕上げられていた。1995年には自身5枚目となるアルバム『The Struggle Continues...』をリリースした。これが今のところ最後のソロアルバムとなっている。

### メジャー解約以降
1996年にはコロムビアとの方向性の違いが明確になり、契約を解除した。キャットはヒップホップとのコラボレーションを不必要に推し進めるメジャー・レーベルのやり方が気に入らなかったのである。その後は自身のレーベルからシングルを単発リリースする状況が続いた。ただし一方ではメジャーなアーティストからの客演依頼も相変わらず多く、ロックグループのシュガー・レイとの「Fly」、R&Bグループの112との「Na Na Na」など、数多くの仕事もこなしている。2002年にはザ・ネプチューンズのStar Trakレーベルと電撃契約を果たしたが、結局契約破棄に至った。キャットのインタビューによれば「本棚にアーティストを並べておきたいだけだったようだ」ということで、レコーディングなどはほとんど行われなかったと言うこと。実際、このレーベルからのアルバムが出るという情報も一時期流れたが、ラッパーのジェイダキスをフィーチャリングした「Dons of dons」一曲がネプチューンズのアルバム『The Neptunes presents...Clones』に収録されただけであった。DJ業をほとんどしていない状態が続いていたが、2006年頃からライブなどを少しずつ行うようになり、2007年の来日時には日本各地で全くブランクを感じさせない精力的なステージを披露した。

### 来日
1991年（ジャパンスプラッシュ）、1994年、2007年にそれぞれ来日公演を行っている。

## アルバム
- 1986年: Si Boops Deh! (Techniques)
- 1986年: Boops! (Skengdon)
- 1988年: Sweets for My Sweet (Wild Apache)
- 1991年: Cabin Stabbin (with Nicodemus & Junior Demus) (Wild Apache)
- 1992年: Don Dada (Columbia)
- 1994年: Good, the Bad, the Ugly & the Crazy (with Nicodemus, Junior Demus & Junior Cat) (Columbia)
- 1995年: The Struggle Continues (Colombia)